# ماجد الحاج
ماجد الحاج لاعب كرة قدم سوري من مواليد دمشق 6 نيسان 1985 يجيد اللعب في مركز قلب الهجوم ويلعب حاليا لصالح المحافظة.

## مشاركاته الدولية
كان الحاج جزءًا من المنتخب الوطني السوري تحت 19 سنة  الذي احتل المركز الرابع في بطولة آسيا تحت 19 سنة في ماليزيا عام 2004 وكان جزءًا من المنتخب الوطني تحت 20 سنة في كأس العالم تحت 20 سنة 2005 في هولندا. ولعب ضد كندا وإيطاليا وكولومبيا في مرحلة المجموعات من كأس العالم تحت 20 سنة وضد البرازيل في دور الـ16. سجل هدف واحد ضد كندا في المباراة الأولى من مرحلة المجموعات.

## انجازاته =
مع نادي الجيش:
- الدوري السوري 2003 ,2010
- كأس سوريا 2003
- كأس الاتحاد الآسيوي 2004

مع المنتخب الوطني:
- كأس آسيا للناشئين 2004 [2]